# Conveni de Basilea
El conveni de Basilea de 1989, nom curt amb què és conegut el Conveni de Basilea sobre el control dels moviments transfronterers de residus perillosos i llur recollida és un tractat internacional dissenyat per reduir els moviments de residus perillosos entre les nacions. Va ser creat per evitar que s'exportin deixalles des de països rics cap a països pobres que no tenen ni la tecnologia per tractar-les ni un sistema administratiu per controlar l'eliminació en desabocadors selvatges o al mar.
Cobreix tots els residus tòxics o dolents per al medi ambient tret dels residus radioactius. El tractat es va obrir a la signatura el 21 de març de 1989 i va entrar en vigor el 5 de maig de 1992. L'octubre de l'any 2018, 188 signataris (187 estats així com la Unió Europea) havien ratificat el tractat. Haití i els Estats Units l'han signat, però no l'han ratificat.
La pressió sobre els països pobres quedava forta, i entre els ideals teòrics i la pràctica, el progrés era modest. El 1994, l'Organització de Cooperació i Desenvolupament Econòmic i la Unió Europea van prohibir l'exportació a la resta dels països del conveni. Molts residus són camuflats com a équip de segona ma reutilitzable o per ser desmuntats en components teòricament reutilitzables.
Els Estats signataris es tornen a trobar regularment per actualitzar el conveni. El 2010, a la desena conferència es va adoptar la «Declaració de Cartagena». Els països s'hi comprometen a fomentar estratègies per prevenir i minimitzar la generació de residus perillosos i evitar, en última instància, que s'han d'eliminar, a més de prevenir i minimitzar-ne la generació. El 2019, sota proposició de Noruega a la catorzena trobada dels estats signataris, el conveni va ser eixamplat als residus de plàstica, i n'ha augmentat el grau de perillositat des de 2021.